# Walter Gross (Schauspieler)

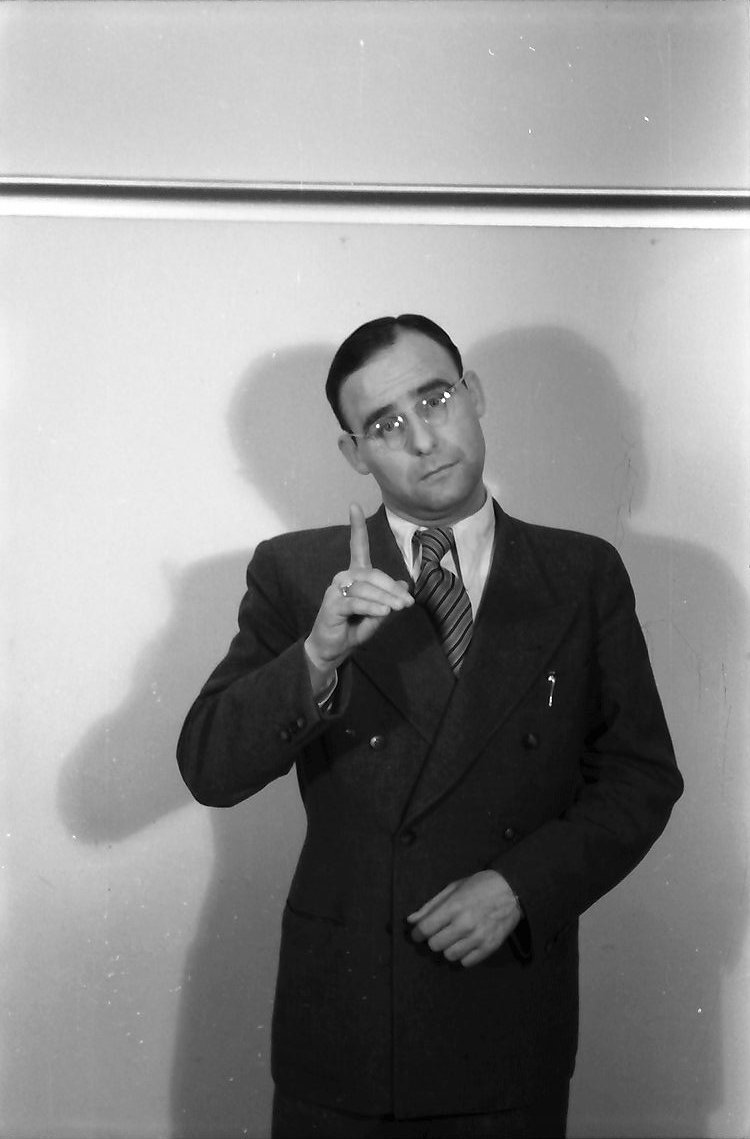
Walter Gross im Kabarett der Komiker, 1939

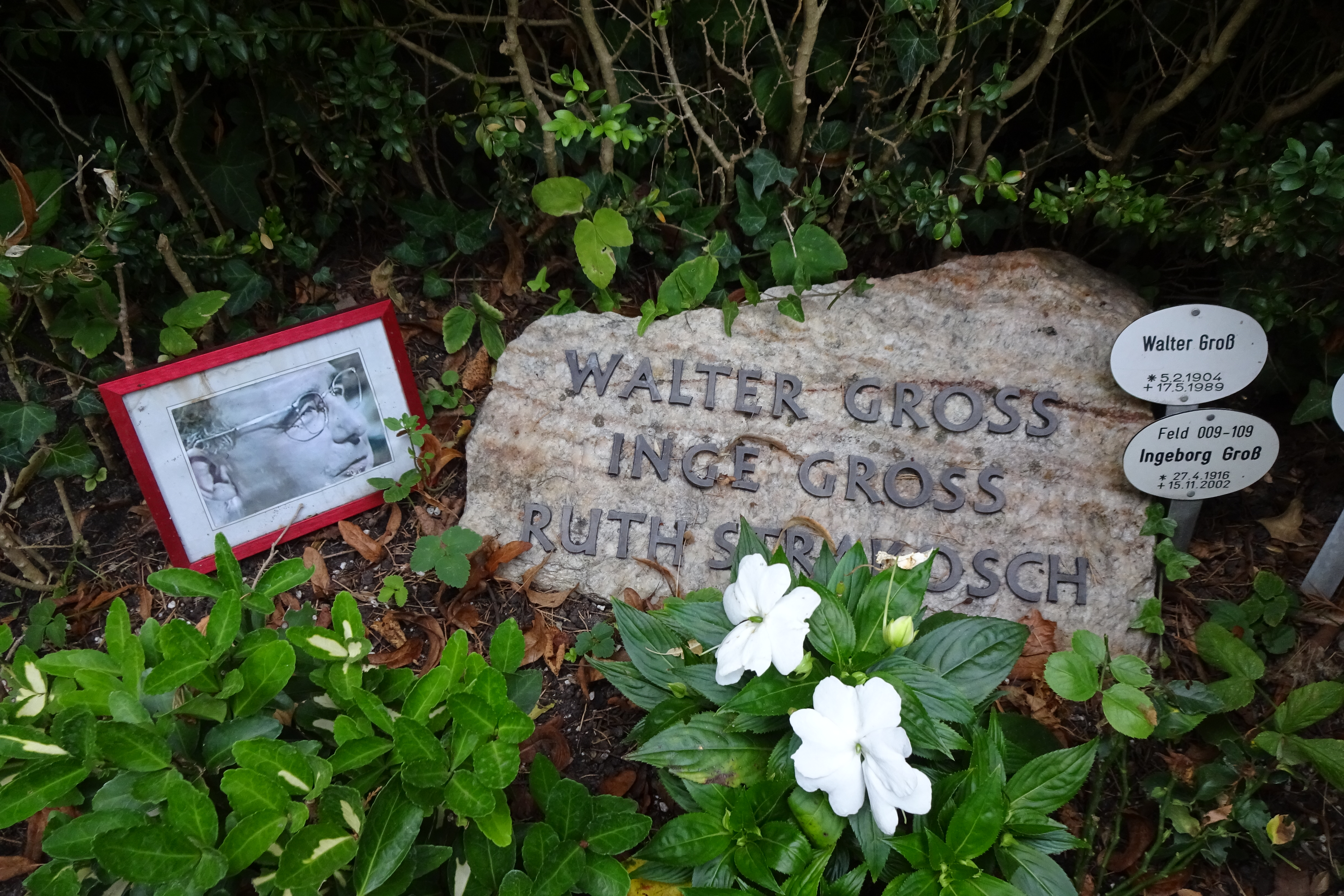
Walter Gross’ Grabstein auf dem Friedhof Dahlem

Walter Hugo Gross (* 5. Februar 1904 in Eberswalde; † 17. Mai 1989 in West-Berlin) war ein deutscher Schauspieler, Kabarettist und Synchronsprecher.

## Leben
Der Sohn des Schneidermeisters Gustav Gross und seiner Frau Antonie absolvierte nach dem Abitur von 1921 bis 1924 eine Lehre als Speditionskaufmann. Von 1923 bis 1925 nahm er Unterricht an der Schauspielschule des Deutschen Theaters Berlin. Nach seinem Debüt 1926 verkörperte er meist komische Charaktere. Auch im Film, wo er ab 1933 in über 150 Produktionen zu sehen war, übernahm er entsprechende Nebenrollen.
Wegen eines zweideutigen Auftritts im Kabarett Tingel-Tangel-Theater wurde er 1935 von Ende Mai bis Ende Juli 1935 im Konzentrationslager Esterwegen inhaftiert und erhielt danach mehrere Monate Berufsverbot. Gross stand 1944 in der Gottbegnadeten-Liste des Reichsministeriums für Volksaufklärung und Propaganda.
Nach dem Krieg setzte er seine Karriere in dem Berliner Hörfunk-Kabarett Die Insulaner fort. Hier wurde er bekannt als Jenosse Funzionär. Die Figur eines der Arbeiterklasse entstammenden gutgläubigen aber intellektuell überforderten Parteifunktionärs der Sozialistischen Einheitspartei Deutschlands (SED) machte die theoretisch komplizierten Thesen und Erklärungen seiner Partei unbewusst lächerlich, indem er bei ihrer Wiedergabe Fremdwörter falsch aussprach und ahnungslos Begriffe verdrehte. In den Unterhaltungsfilmen des bundesdeutschen Kinos war Gross ein beliebter Dauerakteur, gutmütig und etwas unbeholfen, aber dann auch wieder schlitzohrig. Im Fernsehen wirkte er in mehreren Serien mit, so in der Hauptrolle des Paul Lehmann in Drüben bei Lehmanns, an der Seite von Brigitte Mira, mit der er Jahre später auch bei Drei Damen vom Grill spielen sollte. Seine Qualitäten als Synchronsprecher stellte er unter Beweis, als er der Zeichentrickfigur Schweinchen Dick in der deutschsprachigen Version die unverkennbare Quietschstimme gab – immer mit denselben Schlussworten „Und immer schön fröhlich bleiben“.
Gross, der auch weiterhin Theater spielte, war in erster Ehe mit der Schauspielerin Lou Seitz und ab 1950 mit Ingeborg Strakosch verheiratet. Er wurde 1979 mit dem Bundesverdienstkreuz am Bande und 1988 mit dem Filmband in Gold für langjähriges und hervorragendes Wirken im deutschen Film ausgezeichnet.
Nach einem Schlaganfall im Jahr 1988 starb Gross am 17. Mai 1989 im Alter von 85 Jahren an Herzversagen. Sein Grab befindet sich auf dem Berliner Friedhof Dahlem im Feld 9. Sein Grab ist als Ehrengrab der Stadt Berlin gewidmet.

## Filmografie (Auswahl)
- 1933: Das häßliche Mädchen
- 1933: Es war einmal ein Musikus
- 1933: Die Nacht der großen Liebe
- 1933: Zwei im Sonnenschein
- 1933: Nordpol – Ahoi!
- 1934: Abschiedswalzer
- 1934: Alte Kameraden
- 1934: Peer Gynt
- 1934: Die beiden Seehunde
- 1934: Bitte ein Autogramm!
- 1934: Die einsame Villa
- 1934: Der Herr Senator. Die fliegende Ahnfrau
- 1935: Regine
- 1936: Du bist so schön, Berlinerin
- 1936: Es geht um mein Leben
- 1936: Moskau – Shanghai
- 1937: Die Bombenidee
- 1937: Gleisdreieck
- 1937: Kapriolen
- 1937: Wenn du eine Schwiegermutter hast
- 1938: Es leuchten die Sterne
- 1938: Frühlingsluft
- 1938: Napoleon ist an allem schuld
- 1938: Der eingebildete Kranke
- 1938: Die fromme Lüge
- 1938: Das verlorene Lächeln
- 1939: Bel Ami
- 1939: D III 88
- 1939: Familie auf Bestellung
- 1939: Sensationsprozeß Casilla
- 1939: Das Gewehr über
- 1939: Der Mann mit dem Plan
- 1939: Renate im Quartett
- 1939: Umwege zum Glück
- 1940: Seitensprünge
- 1943: Großstadtmelodie
- 1943: Damals
- 1943/44: Eine kleine Sommermelodie (UA: 1982)
- 1943/47: Quax in Afrika
- 1944: Ich hab’ von dir geträumt
- 1944/46: Unter den Brücken
- 1945: Dr. phil. Doederlein
- 1945: Der Fall Molander (unvollendet)
- 1945: Shiva und die Galgenblume (unvollendet)
- 1945: Der Scheiterhaufen
- 1946: Sag’ die Wahrheit
- 1947: Kein Platz für Liebe
- 1947: Razzia
- 1949: Die Andere
- 1949: Die Buntkarierten
- 1949: Nächte am Nil
- 1949: Quartett zu fünft
- 1949: Unser täglich Brot
- 1949: Wir bummeln um die Welt
- 1950: Maharadscha wider Willen
- 1950: Bürgermeister Anna
- 1950: Wenn Männer schwindeln
- 1950: Pikanterie
- 1950: Es begann um Mitternacht
- 1951: Durch Dick und Dünn
- 1951: Königin einer Nacht
- 1951: Nicht stören! – Funktionärsversammlung
- 1951: Tanz ins Glück
- 1952: Der Fürst von Pappenheim
- 1952: Heimweh nach Dir
- 1952: Mikosch rückt ein
- 1952: Wenn abends die Heide träumt
- 1953: Der Onkel aus Amerika
- 1953: Von Liebe reden wir später
- 1953: So ein Affentheater
- 1953: Das Nachtgespenst
- 1953: Heimlich, still und leise
- 1953: Schlagerparade
- 1954: An jedem Finger zehn
- 1954: Emil und die Detektive
- 1954: Glückliche Reise
- 1954: Der treue Husar
- 1955: Der letzte Mann
- 1955: Musik im Blut
- 1955: Wunschkonzert
- 1956: Die schöne Meisterin
- 1956: Fuhrmann Henschel
- 1956: Wenn wir alle Engel wären
- 1957: Drei Mann auf einem Pferd
- 1957: Frühling in Berlin
- 1957: Der Fuchs von Paris
- 1957: Der kühne Schwimmer
- 1957: Die Prinzessin von St. Wolfgang
- 1957: Die Unschuld vom Lande
- 1958: Die grünen Teufel von Monte Cassino
- 1958: Kleine Leute mal ganz groß
- 1958: Mein Mädchen ist ein Postillion
- 1958: Mein Schatz ist aus Tirol
- 1958: Der schwarze Blitz
- 1958: Zwei Herzen im Mai
- 1958: Mikosch, der Stolz der Kompanie
- 1959: Gitarren klingen leise durch die Nacht
- 1959: Immer die Mädchen
- 1959: Ja, so ein Mädchen mit 16
- 1959: Kein Mann zum Heiraten
- 1959: Mandolinen und Mondschein
- 1959: Mikosch im Geheimdienst
- 1960: Conny und Peter machen Musik
- 1960: Das kunstseidene Mädchen
- 1960: Meine Nichte tut das nicht
- 1960: Schlagerparade 1960
- 1960: Schön ist die Liebe am Königssee
- 1961: Am Sonntag will mein Süßer mit mir segeln gehn
- 1961: Ein Berliner in Hamburg
- 1961: Blond muß man sein auf Capri
- 1961: Davon träumen alle Mädchen
- 1961: Immer Ärger mit dem Bett
- 1961: Kauf Dir einen bunten Luftballon
- 1961: So liebt und küßt man in Tirol
- 1961: Toller Hecht auf krummer Tour
- 1962: Café Oriental
- 1962: Eheinstitut Aurora
- 1962: Gasparone
- 1962: Die türkischen Gurken
- 1962: Verrückt und zugenäht
- 1962: Der Zigeunerbaron
- 1963: Berlin-Melodie
- 1963: Übermut im Salzkammergut
- 1964: Die drei Scheinheiligen
- 1964: Die schwedische Jungfrau
- 1965: Die fromme Helene
- 1965: Hurra, die Rattles kommen
- 1966: Förster Horn – Die Forsthauspension
- 1967–1968: Die Witzakademie
- 1969: Der rasende Lokalreporter
- 1970: Drüben bei Lehmanns (TV-Serie)
- 1971: Glückspilze
- 1971: Das haut den stärksten Zwilling um
- 1974: Einer von uns beiden
- 1974: Auch ich war nur ein mittelmäßiger Schüler
- 1975: Der Kommissar – Eine Grenzüberschreitung
- 1975: Beschlossen und verkündet – Mitgegangen – Mitgefangen
- 1976: Derrick – Ein unbegreiflicher Typ
- 1976: Unter einem Dach – Kein großes Los
- 1977–1985: Drei Damen vom Grill (TV-Serie)
- 1978: Der Alte – Nachtmusik
- 1982: Mein Sohn, der Minister
- 1982: Zwei Tote im Sender und Don Carlos im PoGl (TV)
- 1983 Jakob und Adele (TV-Serie, Folge 3, Episode:Eine Grundstücksangelegenheit)
- 1983: Die Beine des Elefanten
- 1983: Zausel
- 1984: Turf (TV-Serie)
- 1985: Alte Gauner – Gesegnete Mahlzeit
- 1985: Paulchen (TV)

## Theater
- 1946: Autorenkollektiv: Halt dir fest – Künstl. Leitung: Walter Gross (Kabarett Frischer Wind  Berlin)
- 1946: Autorenkollektiv: Was wäre wenn … – Regie: ? (Kabarett Frischer Wind Berlin)
- 1947: Autorenkollektiv: Augenblick mal! – Regie: ? (Kabarett Frischer Wind Berlin)
- 1947: David Kalisch: 100000 Taler – Regie: Walter Gross (Theater am Schiffbauerdamm Berlin)

## Synchronrollen (Auswahl)
Quelle: Deutsche Synchronkartei
| Schauspieler         | Film/ Serie | Rolle            |
| -------------------- | --- | ---------------- |
| Bernard Miles        | Es begann in Moskau | Joe Brooks       |
| Cliff „Fatty“ Emmich | Halloween 2 – Das Grauen kehrt zurück                                                                                                  | Mr. Garrett      |
| Gene Kelly           | Heut' gehn wir bummeln (Synchro 1952)                                                                                                  | Gabey            |
| George Lindsey       | Aristocats | Lafayette        |
| George Little        | Ich, Claudius, Kaiser und Gott (Fernsehserie)                                                                                          | Tortius          |
| Mel Blanc            | Schweinchen Dick (Zeichentrickfilm-Fernsehserie)                                                                                       | Schweinchen Dick |
| Red Skelton          | Karneval in Texas | Connie           |
| Red Skelton          | Männer machen Mode | Al Marsh         |
| Sterling Holloway    | Winnie Puuh und der Honigbaum (Synchro 1971) Winnie Puuh und das Hundewetter (Synchro 1971) Winnie Puuh und Tigger dazu (Synchro 1975) | Winnie Puuh      |
| Truman Smith         | Die Monte Carlo Story | Mr. Fred Freeman |

## Hörspiele (Auswahl)
- 1947: Erich Kästner: Ringelspiel 1947 – Regie: Hanns Korngiebel (RIAS Berlin)
- 1951: Günter Neumann: Salto mortale. Ein Problemstück mit Gesang und Tanz (Willi Watzke) – Komposition: Günter Neumann, Regie: Ernst Schröder, Hans Rosenthal (Theatermitschnitt – RIAS Berlin)
- ca. 1973: Schweinchen Dick und seine Freunde – 1 – Die Bärenfalle / Schweinchen Dick als Fußballtrainer – Regie: Benno Schurr (Label Fontana, LP: 6434 167 / MC: 7172 092)
- ca. 1973: Schweinchen Dick und seine Freunde – 2 – Die gestörte Geburtstagsfeier / Abenteuer im Museum – Regie: Benno Schurr (Label Fontana, LP: 6434 168 / MC: 7172 093)
- ca. 1974: Schweinchen Dick und seine Freunde – 3 – Die Geistermühle / Die Reise mit dem Ballon – Regie: Benno Schurr (Label Fontana, LP: 6434 215 / MC: 7172 123)
- ca. 1974 Jahre: Schweinchen Dick und seine Freunde – 4 – Die Rummelplatzgeschichte / Das Schloßgeheimnis – Regie: Benno Schurr (Label Fontana, LP: 6434 216 / MC: 7172 124)
- 1975: Schweinchen Dick und seine Freunde – 5 – Der Hotelschreck – Regie: Benno Schurr (Label Fontana, LP: 9294 048 / MC: 7172 217)
- 1975: Schweinchen Dick und seine Freunde – 6 – Der unsichtbare Dieb / Das Geheimnis des Stuhlbeins – Regie: Benno Schurr (Label Fontana, LP: 9294 049 / MC)